# 德斯汀·莫斯里
德斯汀·亞倫·莫斯里（英語：Dustin Aaron Moseley，1981年12月26日—），生於阿肯色州的德克薩卡納（Texarkana），為前美國職棒大聯盟的救援投手。

## 小聯盟經歷
莫斯里在2000年選秀會中被辛辛那堤紅人（Cincinnati Reds）以第一輪第34順位選中。在2004球季前，《棒球美國》雜誌（Baseball America）將他評選為紅人小聯盟體系內排行第4的新秀。莫斯里在2004年雷蒙·歐提茲（Ramon Ortiz）的交易案中被交易到天使隊。

## 大聯盟之路
在2006年7月17日，莫斯里在大聯盟初試啼聲，擔任先發投手且拿下勝投。2007年，由於先發投手巴特羅·柯隆（Bartolo Colon）及傑瑞·威佛（Jered Weaver）受傷，讓莫斯里有機會在先發輪值中占有一席之地。而威佛傷癒復出後，莫斯里則轉任牛棚中繼的角色。2009年球季結束以後莫斯里成為自由球員。
2010年，莫斯里以非25人名單受邀參與紐約洋基的春訓，之後在洋基小聯盟開始今年的球季。7月2日莫斯里升上大聯盟，2011年年加盟教士隊。

## 外部連結
- 德斯汀·莫斯里在美國職棒官網（英语）
- 德斯汀·莫斯里在Baseball-Reference.com（大聯盟）（英语）
- 德斯汀·莫斯里在Baseball-Reference.com（小聯盟以及海外聯盟）（英语）
- 德斯汀·莫斯里在ESPN（MLB）（英语）
- 德斯汀·莫斯里在FanGraphs.com（英语）
- 德斯汀·莫斯里在Retrosheet（英语）
- 德斯汀·莫斯里在The Baseball Cube（英语）